# Diego Virrueta
Diego Eduardo Virrueta Candia (Cusco, 7 marzo 1992) è un calciatore peruviano, attaccante dell'AJI de Calca.

## Carriera
Ha giocato nella massima serie peruviana.